# Lissonota punctiventris
Lissonota punctiventris là một loài tò vò trong họ Ichneumonidae.